# Oudemansiella mucida
Oudemansiella mucida, (Heinrich Adolf Schrader, 1794 ex Franz Xaver Rudolf von Höhnel (1910) sin. Mucidula mucida (Heinrich Adolf Schrader, 1794 ex Narcisse Théophile Patouillard, 1887), din încrengătura Basidiomycota în familia Physalacriaceae și de genul Oudemansiella, denumită în popor ciupercă de porțelan sau bureți mucoși este o specie relativ comună de ciuperci comestibile preponderent saprofagă ce descompune resturi vegetale, foarte rar și parazitară. Se dezvoltă în România, Basarabia și Bucovina de Nord în pâlcuri dense, parțial uriașe, adesea în buchete mai mici cu punct de inserție comun, pe lemnul căzut pe pământ sau pe trunchiuri moarte de fag în păduri de foioase și mixte (acolo uneori și pe molid). Timpul apariției este din septembrie până iarna, atât timp ce nu este geros, cu precădere în regiuni umede și muntoase.

## Taxonomie

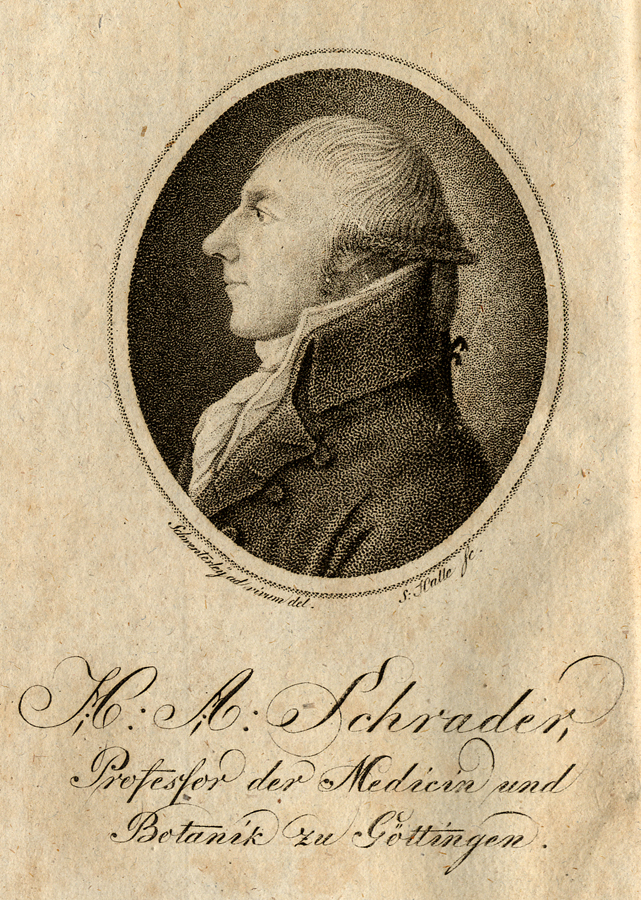
Heinrich Adolf Schrader

Numele binomial a fost determinat drept Agaricus mucidus de botanistul și micologul german Heinrich Adolph Schrader (1767-1836) în lucrarea sa Spicilegium florae germanicae din 1794 și transferat de compatriotul său Franz Xaver Rudolf cavaler von Höhnel (1852-1920) la genul Oudemansiella sub păstrarea epitetului, de verificat în Sitzungsberichte der Kaiserlichen Akademie der Wissenschaften din 1910. Acest taxon este valabil până în prezent (2019), dar a stat pentru mai mulți an în concurență cu denumirea renumitului micolog francez Lucien Quelet din 1886, anume Collybia mucida.
Index Fungorum preferă denumirea Mucidula mucida, creată de micologul francez Narcisse Théophile Patouillard în volumul 1 al operei sale Les Hyménomycètes d’Europe - Anatomie et Classification des Champignons Supérieurs - Matériaux pour l’Histoire des Champignons din 1887, care se găsește și ea în cărți micologice. Toate celelalte sinonime sunt nefolosite și astfel neglijabile.  
În anul 1881, botanistul Carlo Luigi Spegazzini a determinat Oudemansiella drept nume generic în onoarea botanistului olandez Corneille Antoine Jean Abraham Oudemans (1825-1906). Epitetul specific se trage din cuvântul latin (latină mucidus=mucegăios, mucos, vâscos), datorită aspectului buretelui, în special al pălăriei.

## Descriere

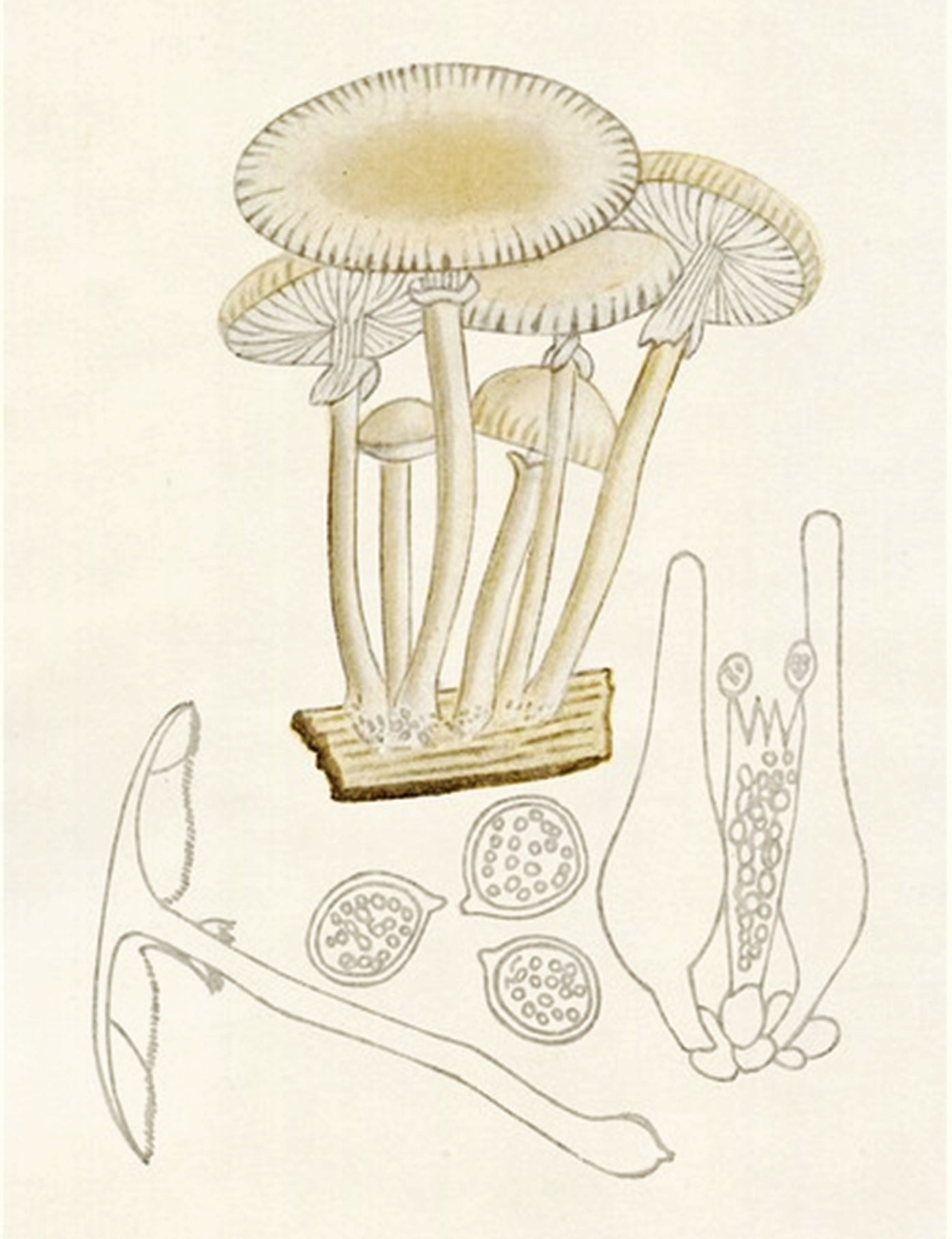
Bres.: Oudemansiella mucida

- Pălăria: destul de subțire, și ceva elastică cu aspect translucid are un diametru între 3-8 (10) cm, este la început boltită semisferic, apoi convexă și în sfârșit plată. Mărginimea inițial răsucită spre interior, devine cu timpul crestată, adesea încrețită. Cuticula albă și câteodată, începând în centru, slab maronie,  este de consistență gomoasă și foarte mucoasă. Ea poate fi îndepărtată destul de ușor.
- Lamelele: sunt clar distanțate, late, bifurcate și intercalate, bulboase, arcuit aderente precum dințat decurente la picior și de același colorit cu pălăria tânără, rămânând însă albe. Gratiile sunt nezimțate albe, gălbenind pal cu vârsta.
- Piciorul: este plin, cilindric și preponderent îndoit. Prezintă un inel albicios, membranos, pielos, striat, clar vizibil care însă dispare nu rar la bătrânețe. Suprafața tijei este de la manșetă spre pălărie fin granulată, iar spre bază fibroasă sau șerpuită. Coloritul cu aspect sticlos este în tinerețe alb, schimbând cu avansarea în vârstă; astfel este deasupra inelului albicios, dar dedesubt spre bază gri-maroniu până gri-negricios.
- Carnea: de culoare albă este ceva elastică, destul de subțire, mai groasă în mijloc și subțiată la margine. Mirosul este aproape imperceptibil, slab de ridichi, gustul fiind plăcut, după unii slab de varză proaspătă. Nu se decolorează după tăiere. [3][4]
- Caracteristici microscopice: are spori aproape rotunzi, cu un por de germen și o picătură de ulei în centru, groși, netezi, hialini (translucizi), având o mărime de 13-18 × 12-15 microni. Pulberea lor este albă. Basidiile clavate cu 4 sterigme fiecare măsoară 50-70 x 10-15 microni. Cistidele (elemente sterile situate în stratul himenal sau printre celulele din pielița pălăriei și a piciorului, probabil cu rol de excreție) cu 80-90 x 15-30 microni au forma unei viole.[11]
- Reacții chimice: nu sunt cunoscute.[12]

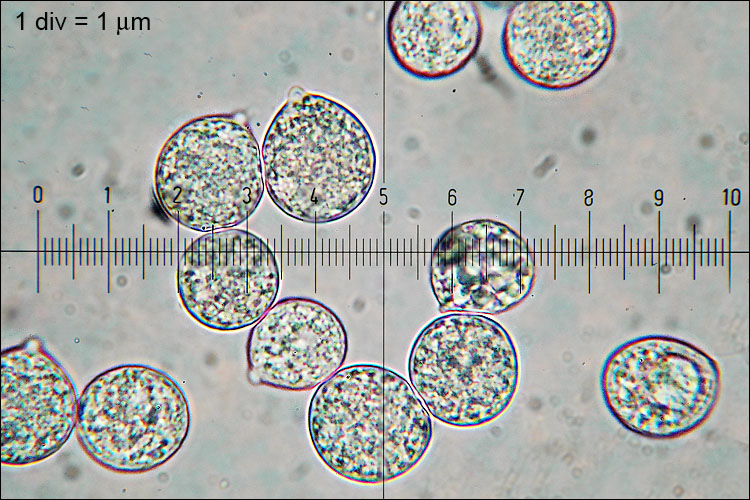
O. mucida, spori
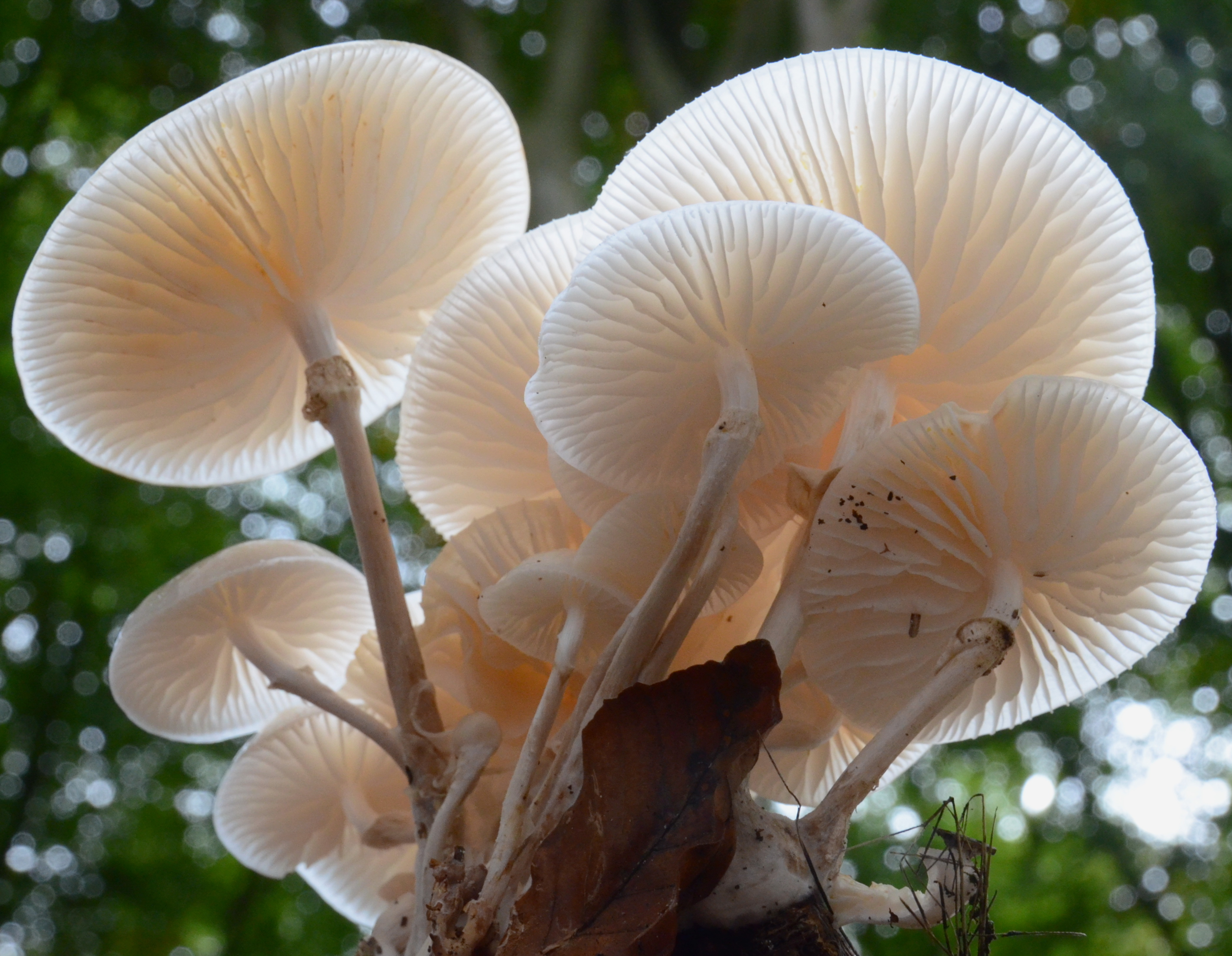
O. mucida, lamele și picior
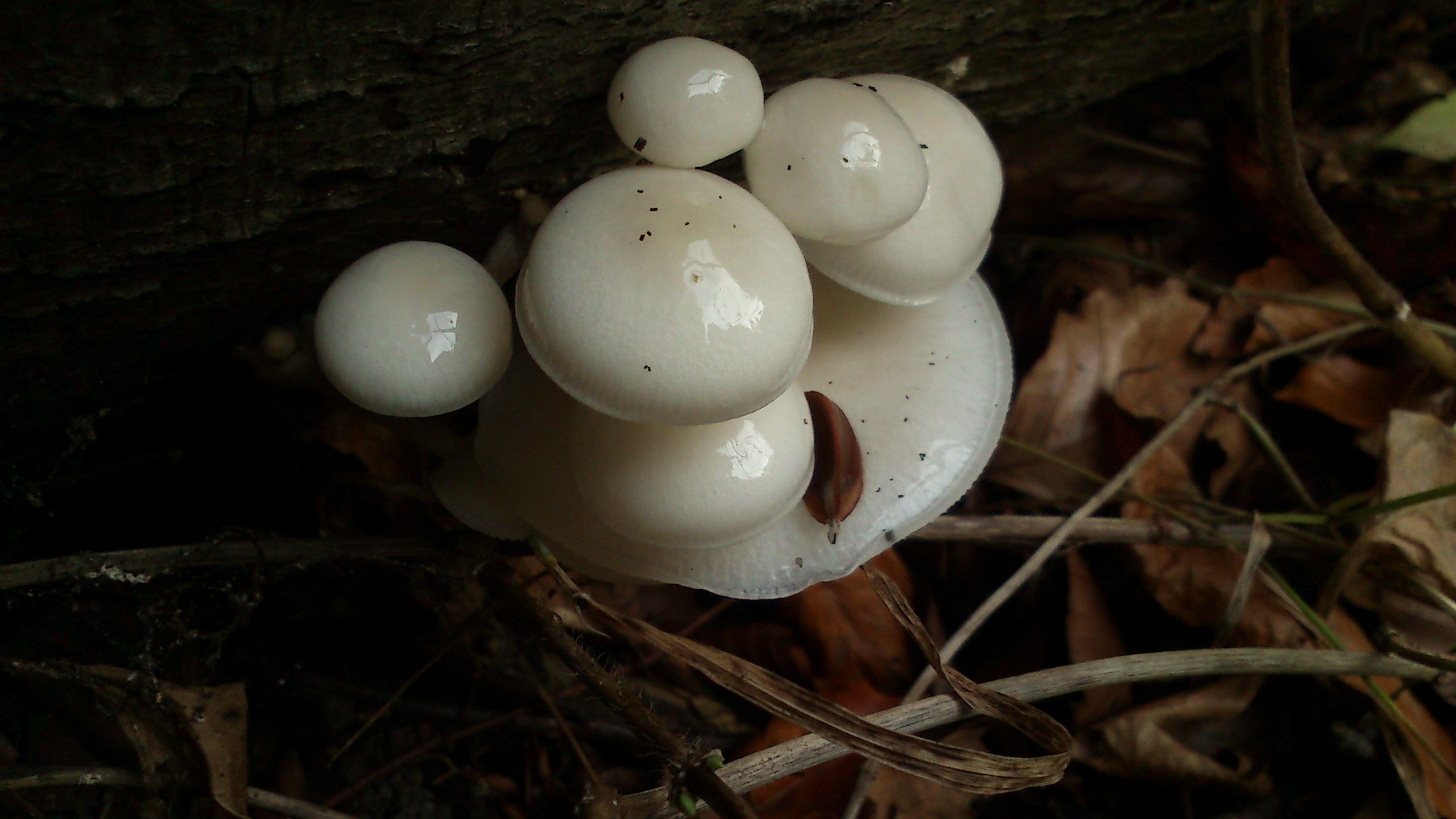
O. mucida tineri
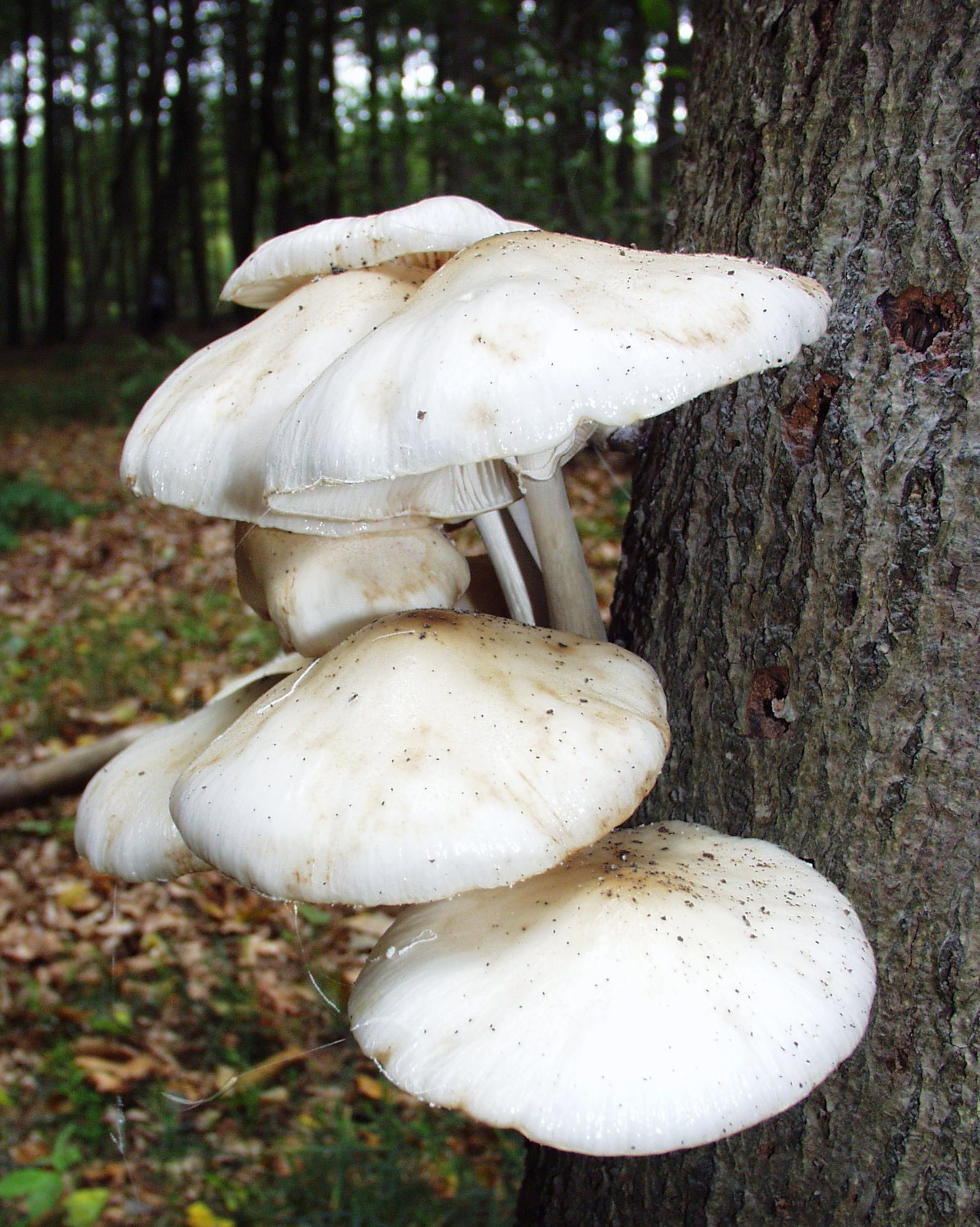
O. mucida bătrâni

## Confuzii
Ciupercă de porțelan poate fi confundată cu ciuperci comestibile mai mult sau mai puțin savuroase ca de exemplu cu:  Cuphophyllus virgineus sin. Hygrocybe virginea (comestibil, se dezvoltă preferat prin pășuni). Hygrophorus agathosmus (comestibil), Hygrophorus chrysodon (comestibil), Hygrophorus cossus (comestibil), Hygrophorus discoxanthus (comestibilitate tare limitată, se dezvoltă tot sub fagi pe sol calcaros, dar cu miros puternic și nu prea plăcut, lamelele se decolorează galben-maroniu), Hygrophorus eburneus (comestibil), Hygrophorus gliocyclus (comestibil, se dezvoltă în păduri de conifere sub pini, rar), Hygrophorus hedrychii (comestibil, se dezvoltă sub mesteceni, fără miros și gust specific), Hygrophorus ligatus (comestibil, se dezvoltă sub molizi, fără miros sau gust specific) Hygrophorus piceae (comestibil, se dezvoltă în păduri de molizi pe  mușchi, fără miros, cu gust plăcut) sau cu Pluteus petasatus (comestibil).
Din păcate  se pot culege și consuma de asemenea bureți toxici până extrem de otrăvitori cu consecințe fatale, în primul rând cu Pluteus salicinus (crud sau uscat slab otrăvitor, halucinogen), sau cu Clitocybe dealbata și Clitocybe rivulosa.

## Specii asemănătoare în imagini

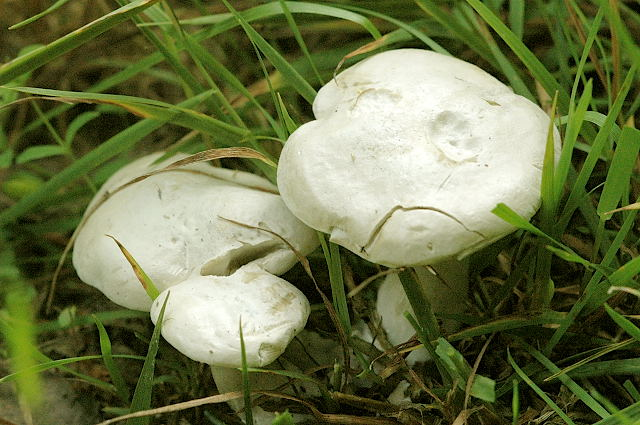
!!!Clitocybe.dealbata!!!
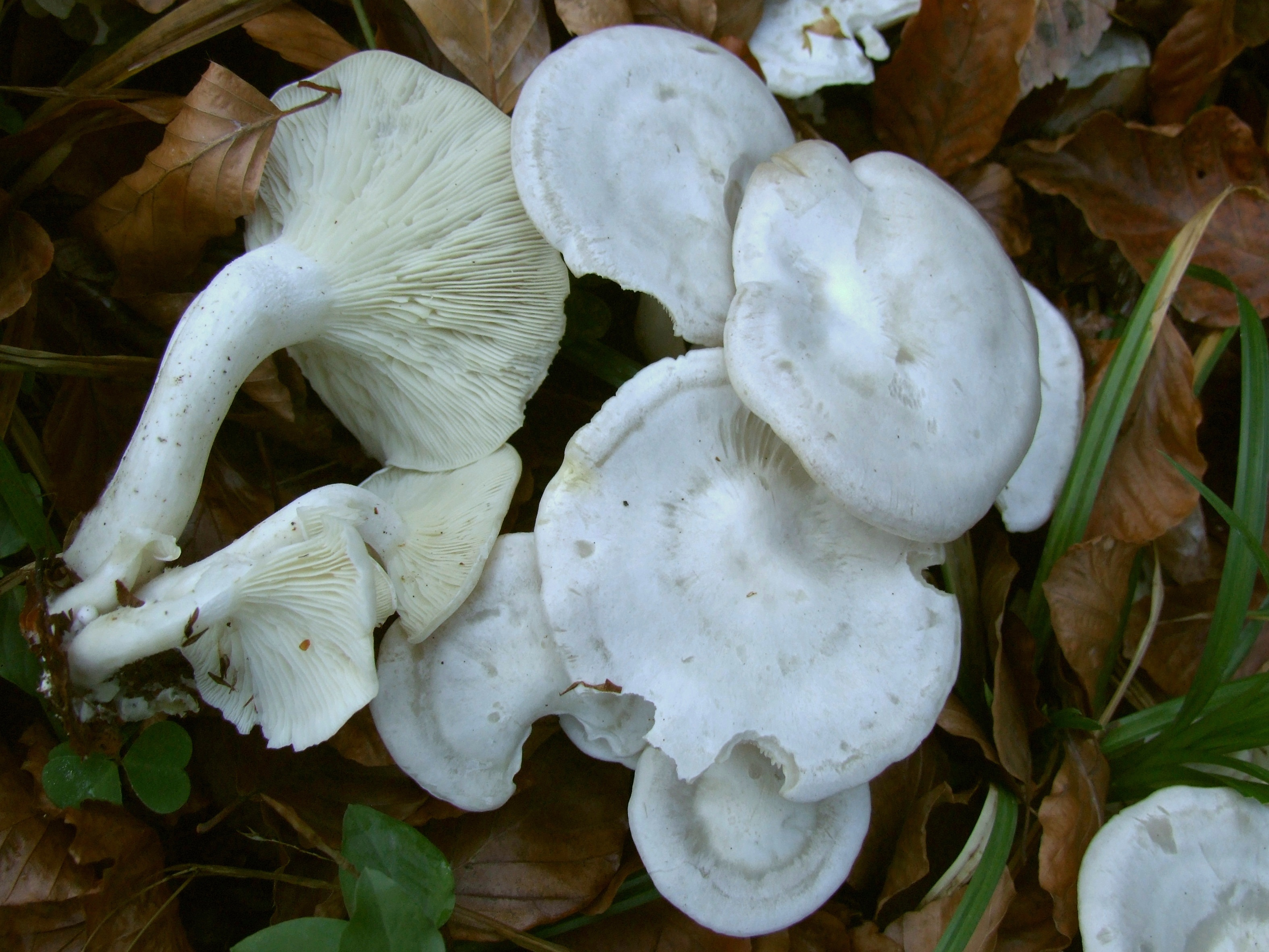
!!!Clitocybe rivulosa!!!
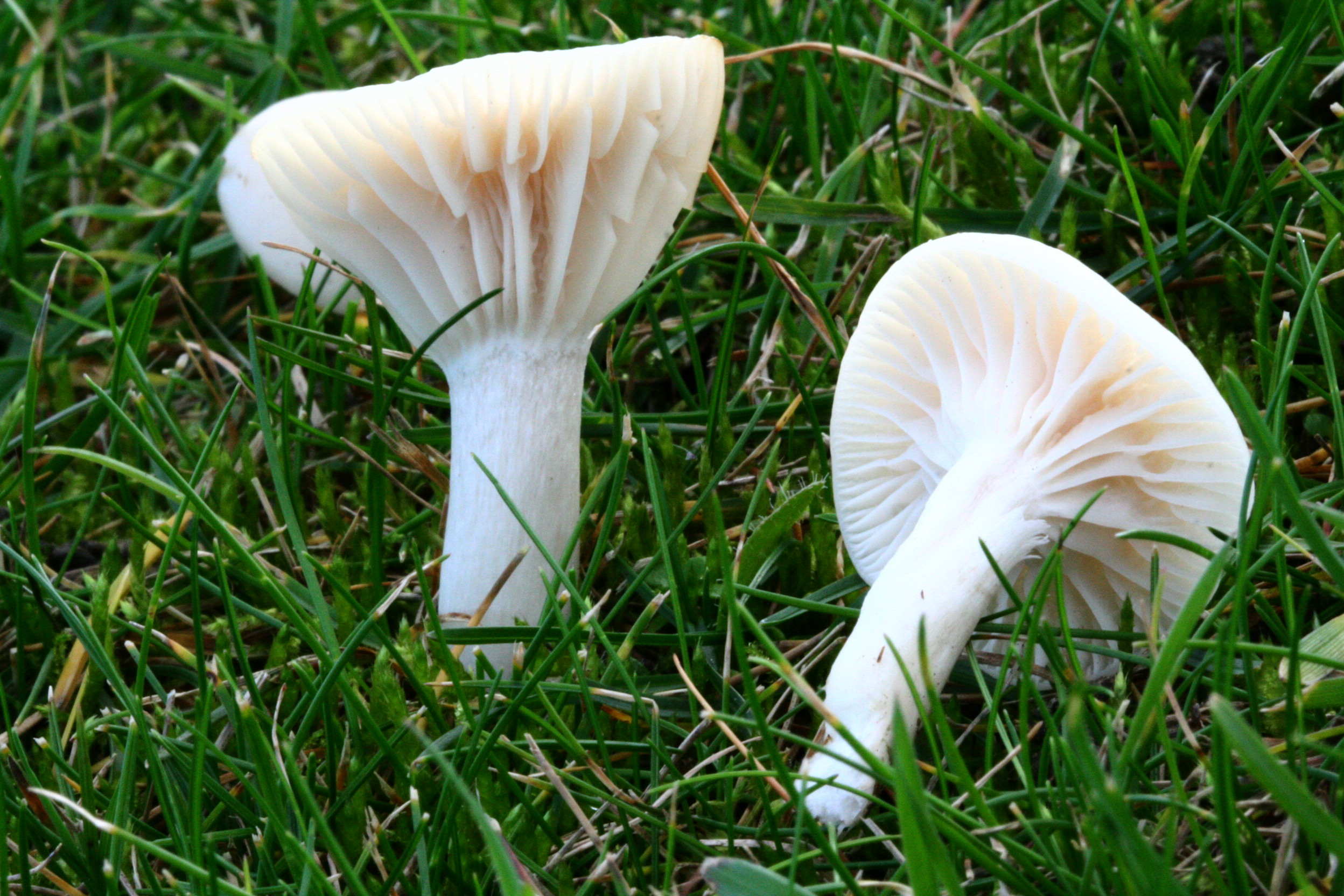
Cuphophyllus virgineus sin. Hygrocybe virginea
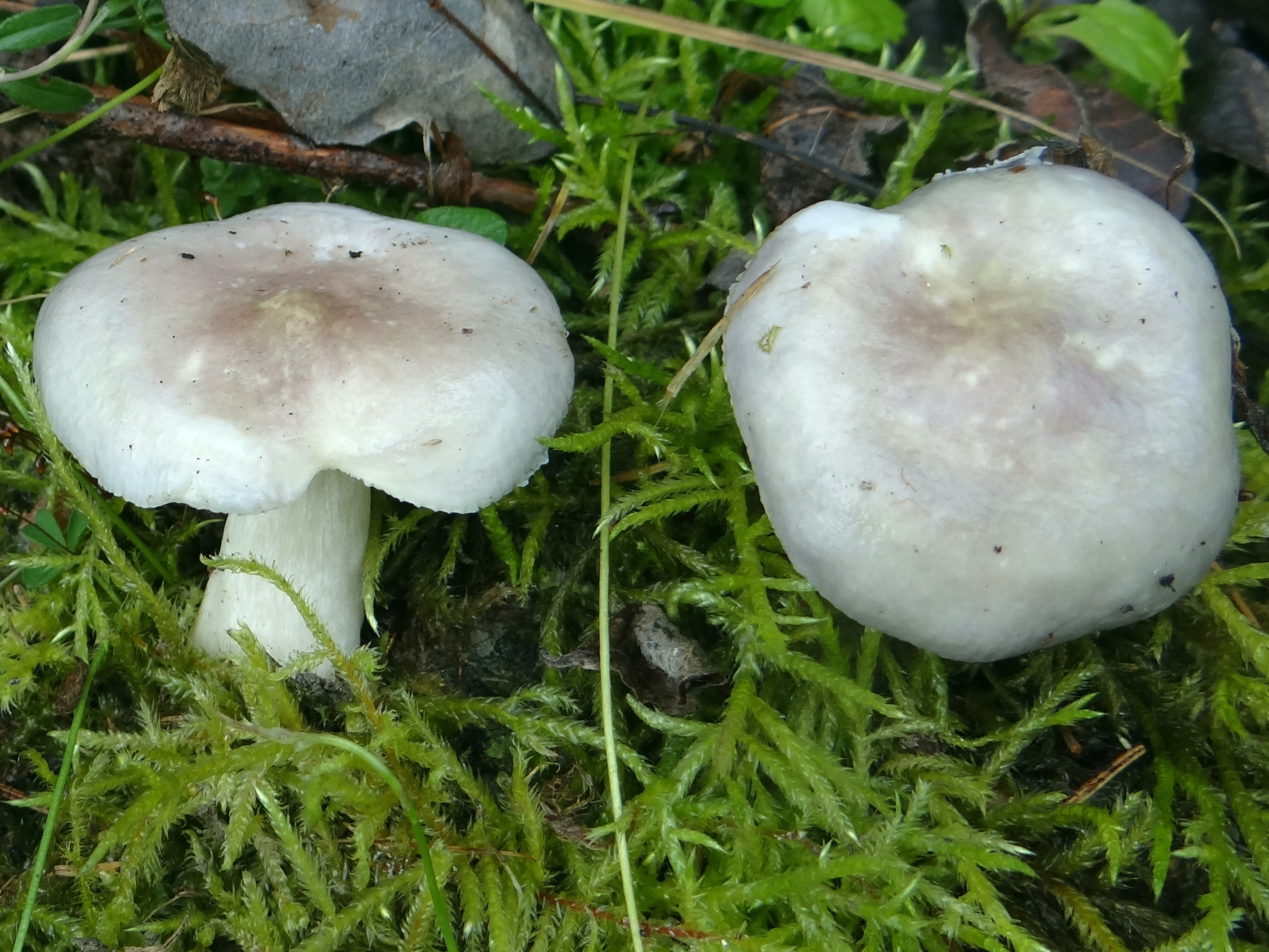
Hygrophorus agathosmus
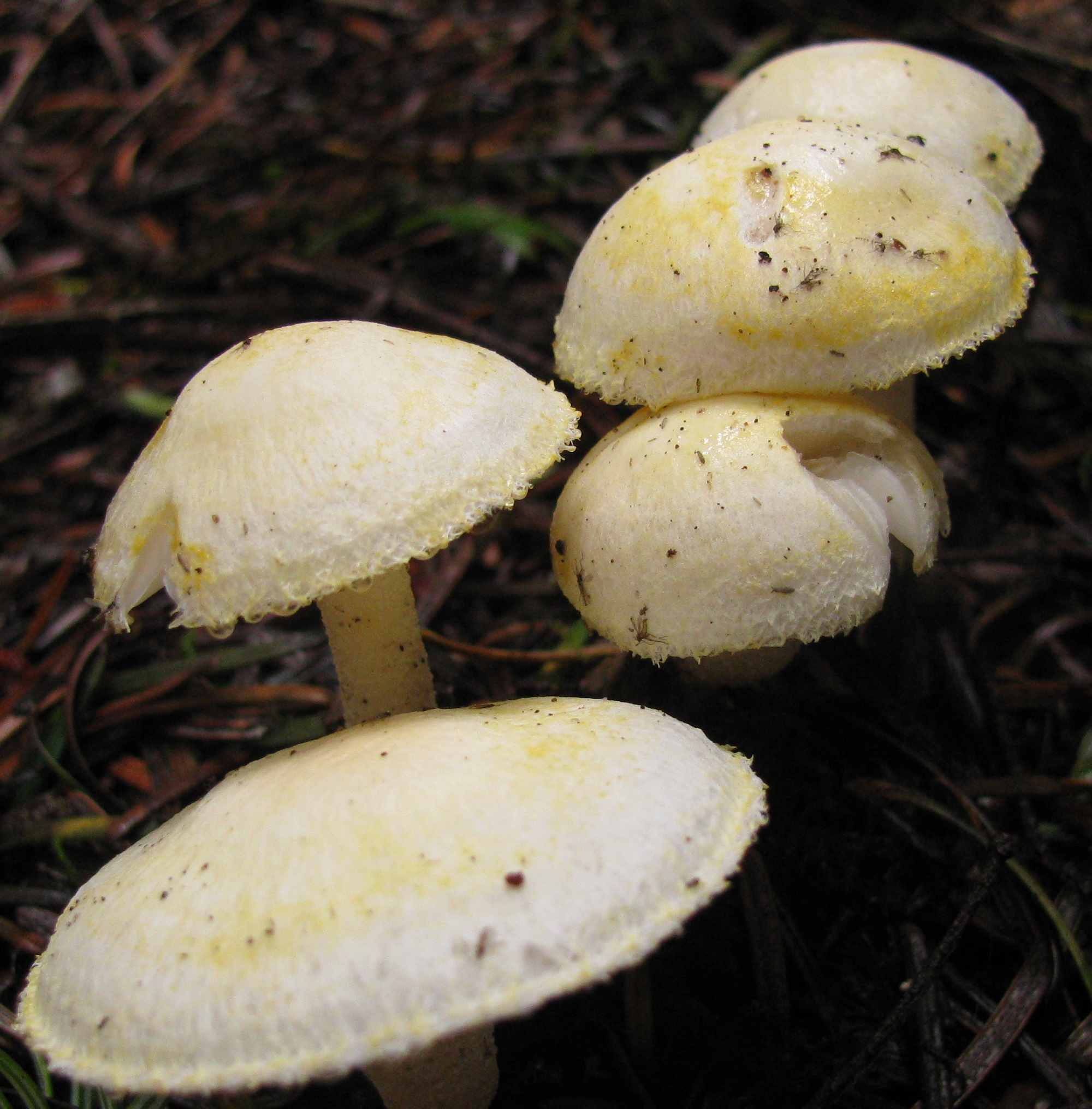
Hygrophorus chrysodon

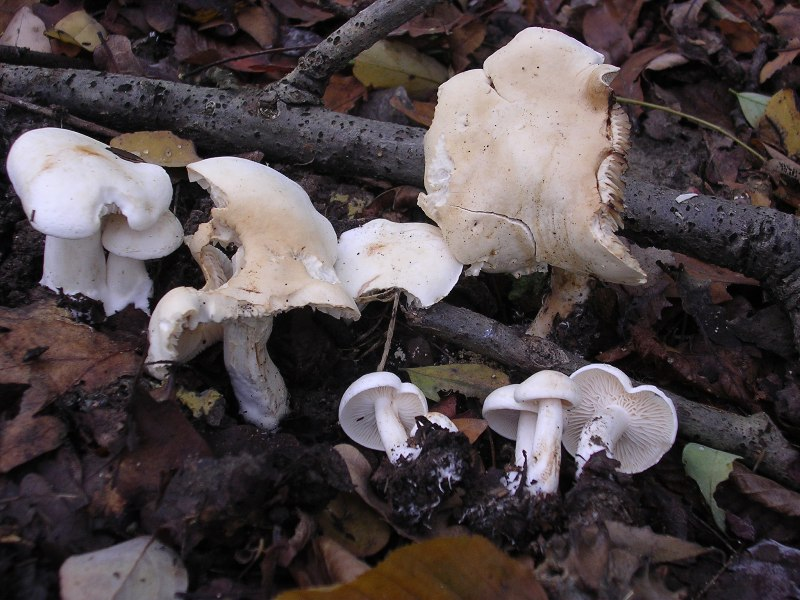
Hygrophorus cossus
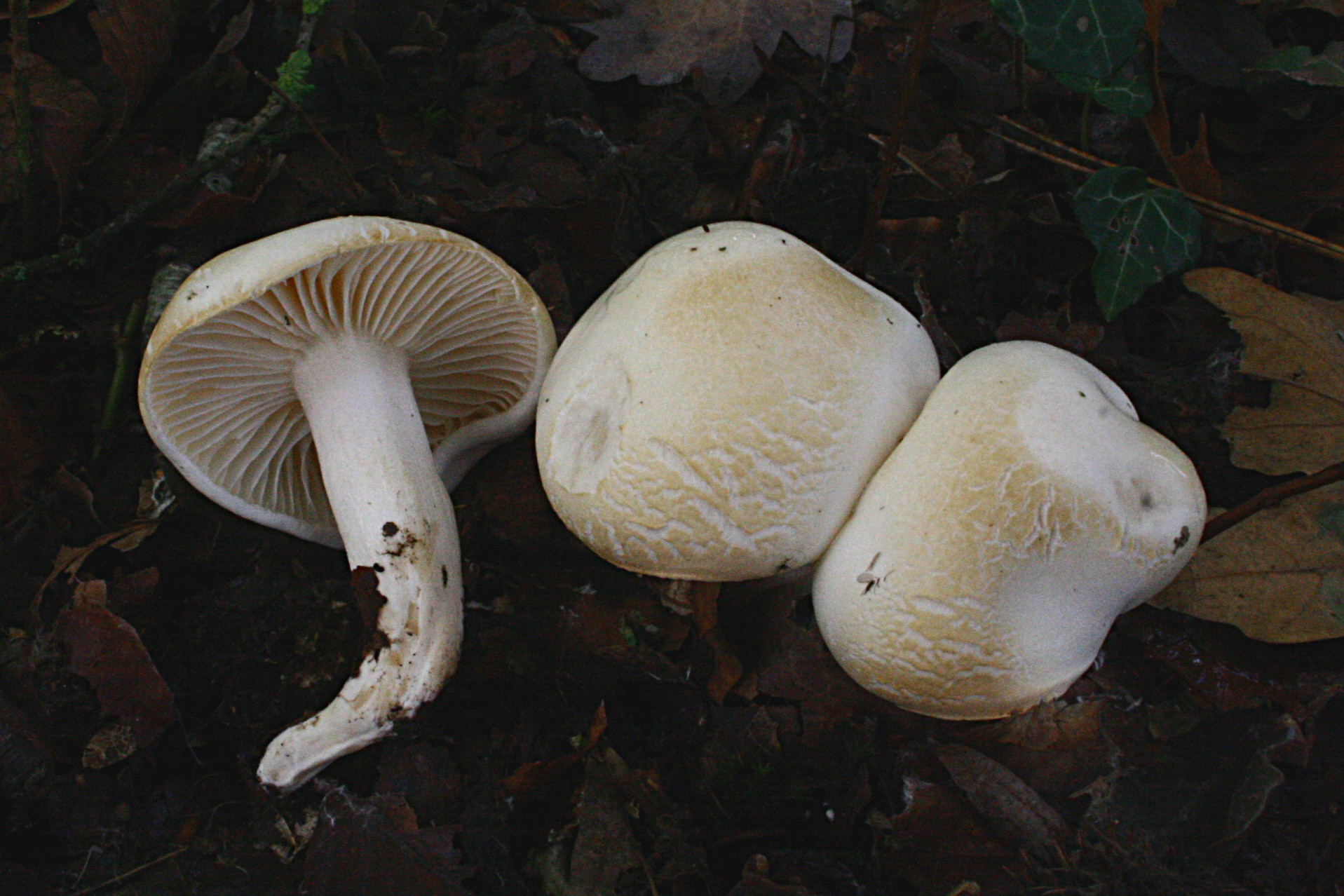
Hygrophorus discoxanthus
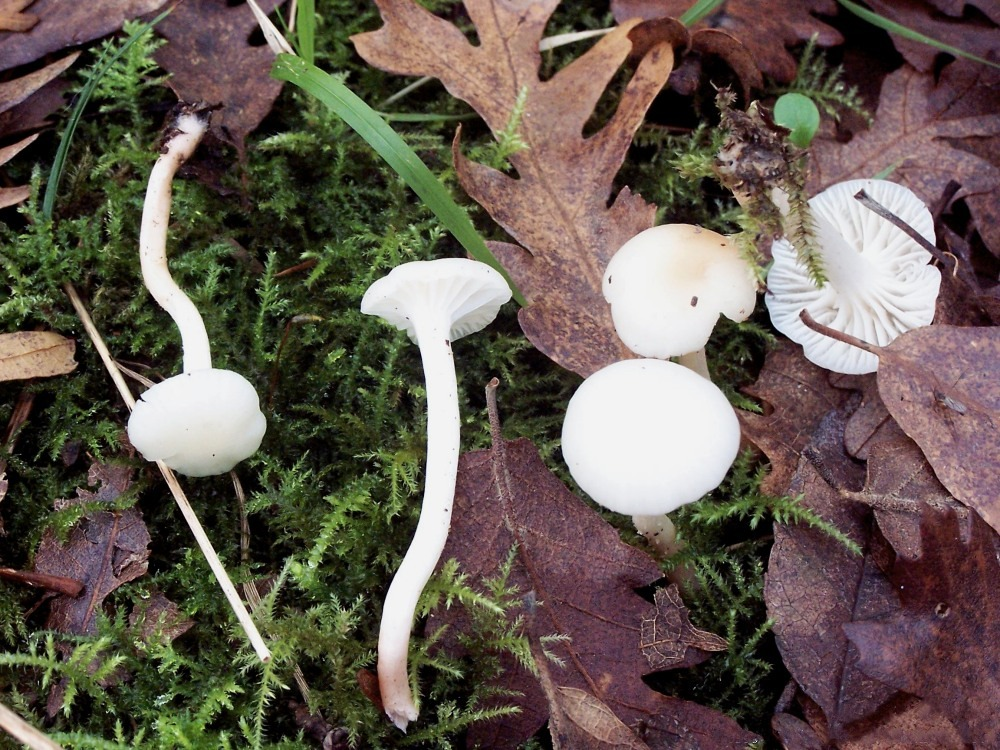
Hygrophorus eburneus
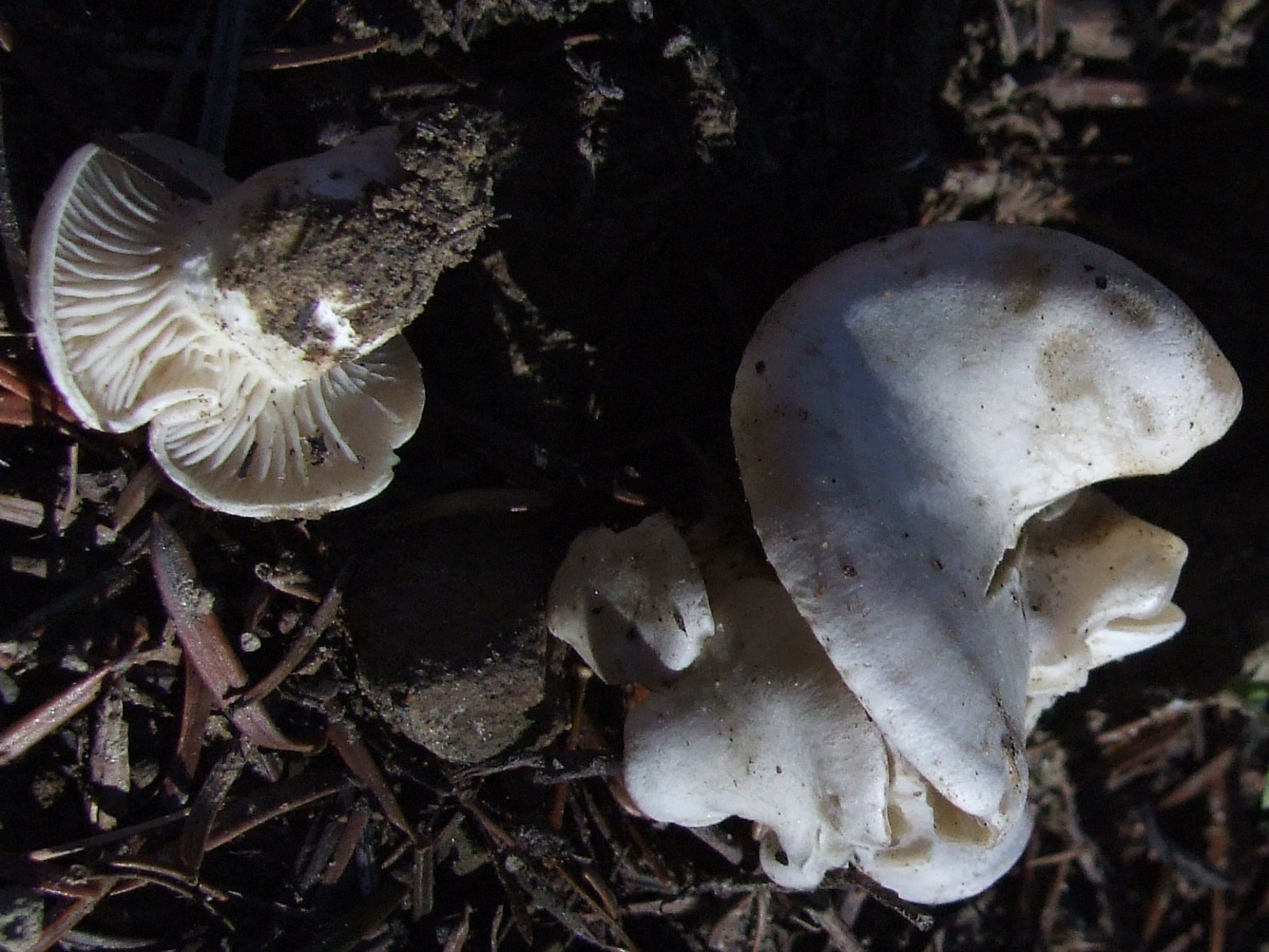
Hygrophorus gliocyclus

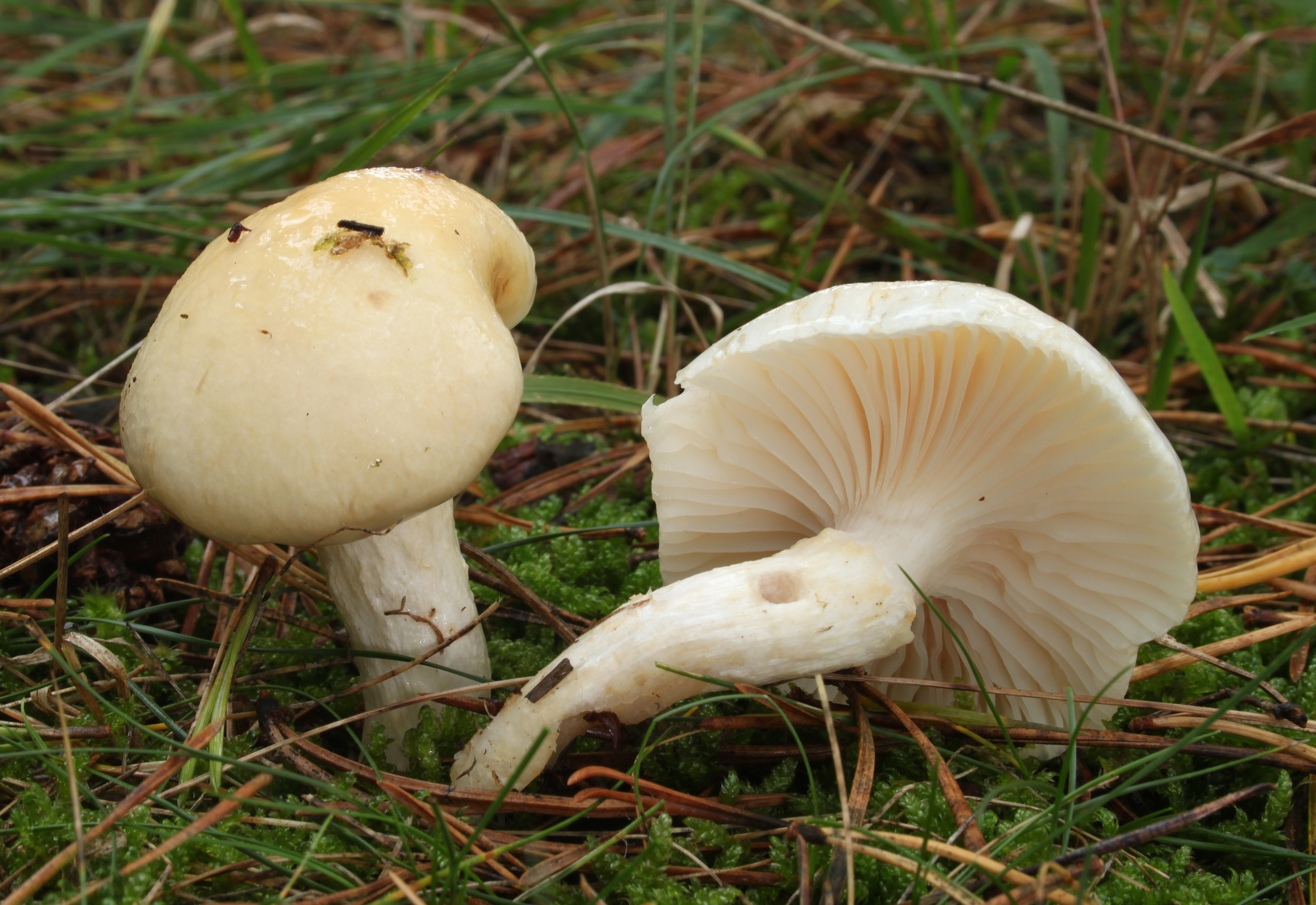
Hygrophorus ligatus
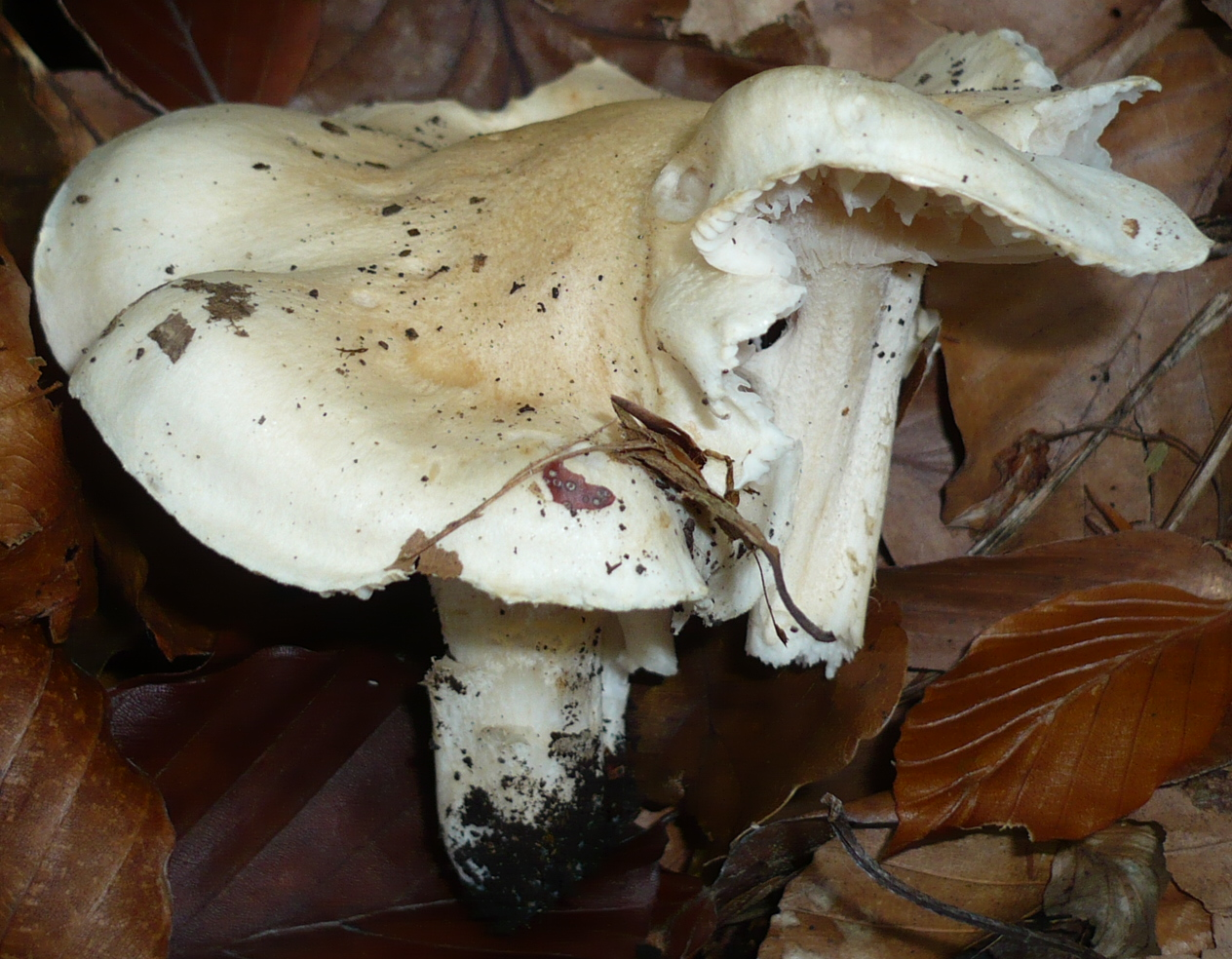
Hygrophorus poetarum
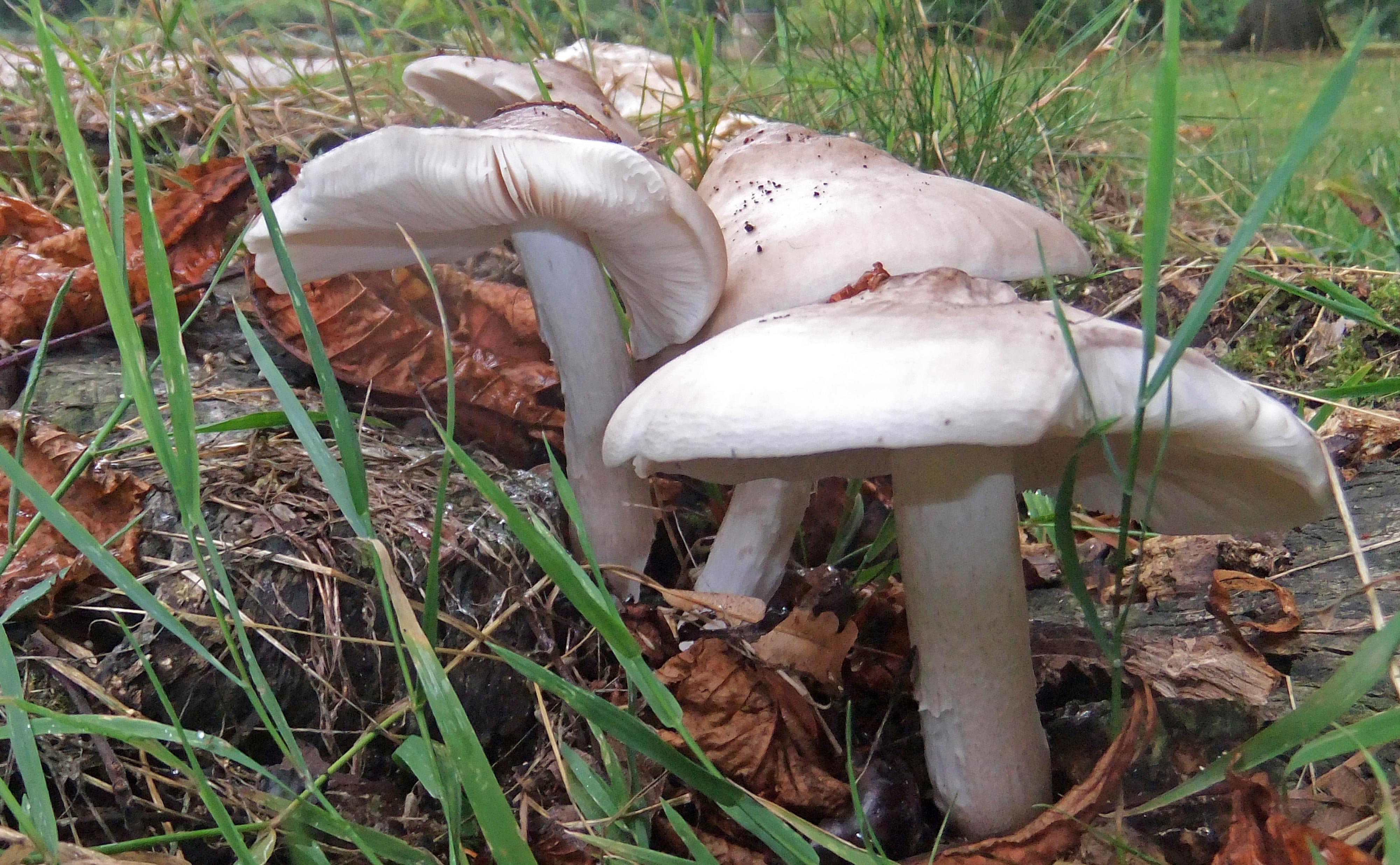
Pluteus petasatus
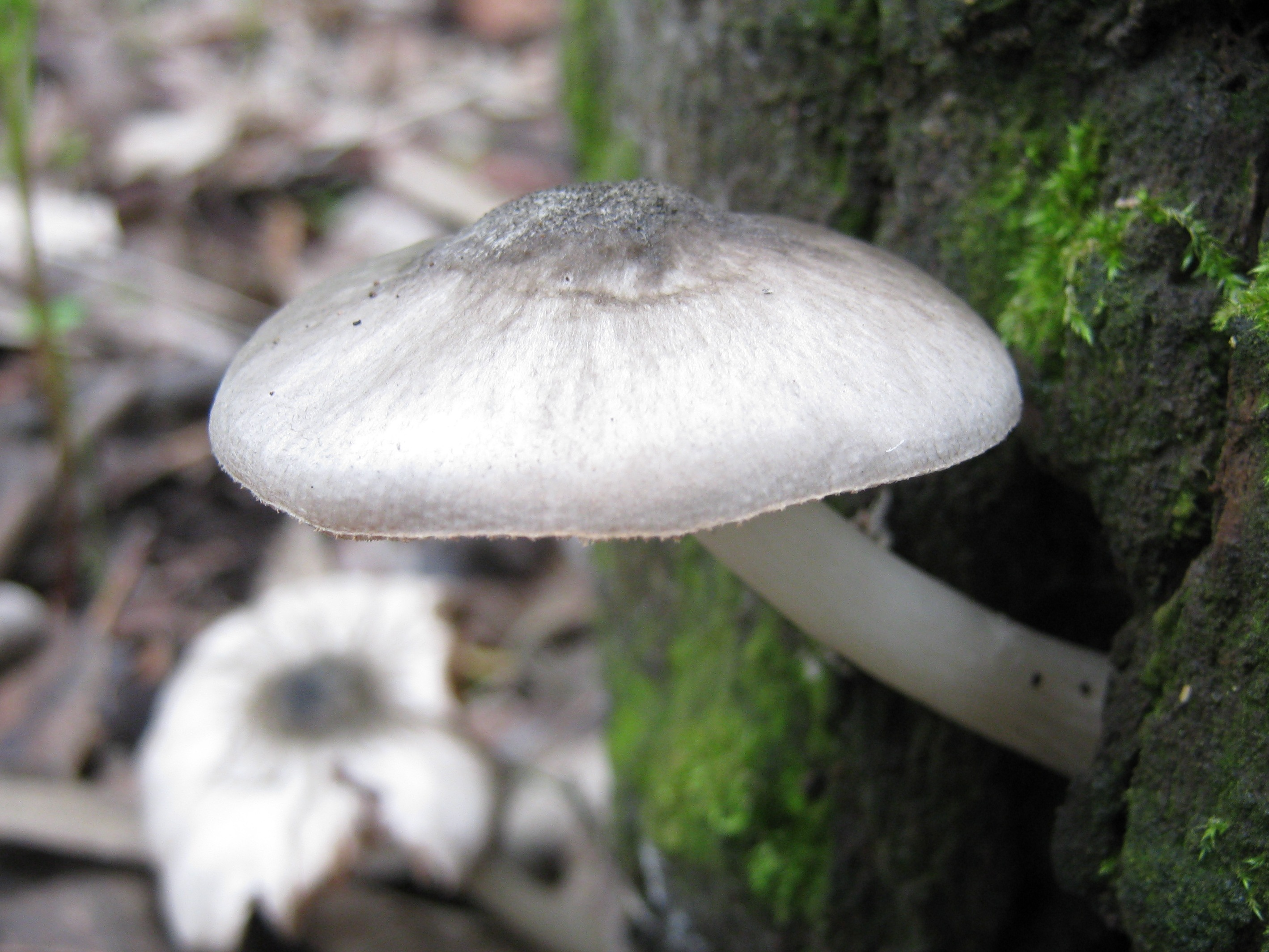
!!Pluteus salicinus!!

## Valorificare
Ciupercă de porțelan este un soi nu prea des întâlnit pe lista pasionaților de ciuperci. Mai întâi trebuie îndepărtat (spălat) glutenului ce îl acoperă.  Datorită faptului că este o specie des întâlnită precum a apariției în cantități mari, se potrivește ca adăugare la diverse mâncăruri de bureți, dar nu pentru uscat. Buretele poate fi conservat în ulei, oțet sau saramură după înlăturarea mucusului sub apă curgătoare, uscat bine cu un prosop și prăjit.
Din culturi pure ale acestui burete, s-a obținut un antibiotic cu efect antifungic  în Slovacia, care între altele a dobândit o anumită importanță în controlul dermatofitelor.

## Bibiliografie
- Bruno Cetto: „I funghi dal vero”, vol. 1-7, Editura Arte Grafiche Saturnia, Trento 1976-1993 (pentru cercetarea în total)
- Marcel Bon: “Pareys Buch der Pilze”, Editura Kosmos, Halberstadt 2012, ISBN 978-3-440-13447-4
- Rose Marie Dähncke: „1200 Pilze in Farbfotos”, Editura AT Verlag, Aarau 2004, ISBN 3-8289-1619-8
- Heinrich Dörfelt, Gottfried Jetschke (ed.): „Wörterbuch der Mykologie”, Editura Spektrum, Heidelberg 2001, ISBN 3-8274-0920-9
- Ernst Gäumann: „Vergleichende Morphologie der Pilze”, Editura Gustav Fischer, Jena 1926
- Ewald Gerhard: „Der große BLV Pilzführer“ (cu 1200 de specii descrise și 1000 fotografii), Editura BLV Buchverlag GmbH & Co. KG, ediția a 9-a, München 2018, ISBN 978-3-8354-1839-4
- Jean-Louis Lamaison & Jean-Marie Polese: „Der große Pilzatlas“, Editura Tandem Verlag GmbH, Potsdam 2012, ISBN 978-3-8427-0483-1
- Till E. Lohmeyer & Ute Künkele: „Pilze – bestimmen und sammeln”, Editura Parragon Books Ltd., Bath 2014, p. 226, ISBN 978-1-4454-8404-4
- Meinhard Michael Moser: „Röhrlinge und Blätterpilze - Kleine Kryptogamenflora Mitteleuropas” ediția a 5-ea, vol. 2, Editura Gustav Fischer, Stuttgart 1983